# Facade pattern
Trong lập trình hướng đối tượng, facade pattern là một mẫu thiết kế phần mềm nhằm cung cấp một giao diện (interface) đơn giản giúp che giấu phần mã cấu trúc phức tạp phía sau, ví dụ như là một thư viện lớp (class library ). Facade pattern có thể:
- Cung cấp một giao diện đơn giản cho việc thực thi nhiều hành vi phổ biến trong một hành vi duy nhất.
- Giúp cho một ứng dụng trở nên đơn giản hơn trong việc kiểm soát, thay thế hành vi (method) sử dụng và sử dụng các đặt tên phù hợp để làm cho ứng dụng dễ hiểu hơn;
- Giảm sự phụ thuộc của các khối mã bên ngoài với các hành vi tính toán phức tạp trong hệ thống nhằm đạt được sự phụ thuộc lỏng lẻo;

Facade thường được sử dụng trong việc thực thi các cuộc gọi từ xa đòi hỏi tiêu tốn nhiều tài nguyên (thời gian và năng lượng tính toán).
Nó cũng được sử dụng trên 1 hệ thống với nhiều triển khai phức tạp nhằm mục đích ẩn đi sự phức tạp đó, giúp lập trình viên tập trung vào mục đích thay vì hành vi của các chức năng.

## Ví dụ

### Java
Ví dụ sau đây cung cấp một facade đơn giản hơn trên các hành vi phúc tạp:
```
/* Complex parts */

class
 
CPU
 
{

    
public
 
void
 
freeze
()
 
{
 
...
 
}

    
public
 
void
 
jump
(
long
 
position
)
 
{
 
...
 
}

    
public
 
void
 
execute
()
 
{
 
...
 
}

}

class
 
Memory
 
{

    
public
 
void
 
load
(
long
 
position
,
 
byte
[]
 
data
)
 
{
 
...
 
}

}

class
 
HardDrive
 
{

    
public
 
byte
[]
 
read
(
long
 
lba
,
 
int
 
size
)
 
{
 
...
 
}

}

/* Facade */

class
 
ComputerFacade
 
{

    
private
 
CPU
 
processor
;

    
private
 
Memory
 
ram
;

    
private
 
HardDrive
 
hd
;

    
public
 
ComputerFacade
()
 
{

        
this
.
processor
 
=
 
new
 
CPU
();

        
this
.
ram
 
=
 
new
 
Memory
();

        
this
.
hd
 
=
 
new
 
HardDrive
();

    
}

    
public
 
void
 
start
()
 
{

        
processor
.
freeze
();

        
ram
.
load
(
BOOT_ADDRESS
,
 
hd
.
read
(
BOOT_SECTOR
,
 
SECTOR_SIZE
));

        
processor
.
jump
(
BOOT_ADDRESS
);

        
processor
.
execute
();

    
}

}

/* Client */

class
 
You
 
{

    
public
 
static
 
void
 
main
(
String
[]
 
args
)
 
{

        
ComputerFacade
 
computer
 
=
 
new
 
ComputerFacade
();

        
computer
.
start
();

    
}

}

```